# Jan P. van Blijdestijn
Jan P. van Blijdestijn (1903-1983) was een Nederlands onderwijzer en amateurornitholoog die zich intensief bezighield met natuureducatie.
Van Blijdestijn was actief binnen de IVAO, een voorloper van het NIVON. Hij publiceerde onder meer in het natuurhistorische blad van het IVAO, ‘De Meidoorn’, dat grotendeels door Henk van Laar bestierd werd. Behalve beide onderwijzers schreven ook academisch opgeleide biologen als Nico Tinbergen in het blad. Dit blad had  als ondertitel "Natuurhistorisch blad voor doodgewone wandelaars, kampeerders, plantenzoekers, vogelbespieders, keienkloppers en aquariumhouders". Het was derhalve bedoeld voor een ander publiek dan de traditionele natuurhistorische bladen. 
Van Blijdestijn probeerde net als Van Laar voor arbeiders te schrijven en een brug te slaan tussen de socialistische beweging en de natuurbeschermingsbeweging. 
Samen met Van Laar schreef hij in 1954 de brochure Wat is natuurvriendenwwerk?  Achtergronden, leiding en organisatie van het natuurvriendenwerk in het IVAO. Acht jaar later schreef hij met onder meer Dick Hillenius het boek Natuurleven in Nederland. Daarnaast schreef en bewerkte hij studiemateriaal voor lagere scholen zoals het boekje De wondere wereld van planten en dieren uit 1954.
In Amsterdam werd in 1972 de op educatie gerichte Jan P. van Blijdestijntuin geopend, gelegen bij het Rembrandtpark, waarin zo’n 650 volkstuintjes liggen. In de tuin bevinden zich een kwekerij, een kruidentuin, een natuurpad en een permacultuurtuin. In de tuin zijn diverse inkijk-vogelkasten en bijenkasten. De nabijgelegen hotelschool maakt gebruik van de tuin en er worden tuintjes uitgegeven aan buurtbewoners.